# استانیسلاو استرناد
استانیسلاو استرناد (چکی: Stanislav Strnad؛ ۱۷ دسامبر ۱۹۳۰ – ۵ آوریل ۲۰۱۲) کارگردان و فیلمنامه‌نویس اهل جمهوری چک بود. او ۱۲ فیلم را بین سال‌های ۱۹۶۰ و ۱۹۸۶ کارگردانی کرد. فیلم او در سال ۱۹۷۵، برادر من یک برادر ناز دارد، به نهمین جشنواره بین‌المللی فیلم مسکو راه یافت و جایزه نقره‌ای را دریافت کرد.